# Deutsches Institut für Zeitgeschichte
Das Deutsche Institut für Zeitgeschichte (DIZ) war eine Einrichtung der DDR von 1949 bis 1971. Mit verschiedenen Beständen aus Bibliotheken und Sammlungen der Weimarer Republik und der Zeit des Nationalsozialismus stellte es eine der bedeutenden Einrichtungen zu Dokumenten und anderen Quellen der deutschen Zeitgeschichte seit etwa 1871 dar. Im Jahre 1971 wurde das Institut in das neu gegründete Institut für Internationale Politik und Wirtschaft (IPW) überführt.

## Kriegsende in Berlin 1945 und Entwicklung bis 1949
Seit dem 1. Dezember 1928 war Eugen Fischer-Baling der Direktor der Reichstagsbibliothek bis zum Kriegsende Anfang Mai 1945. Am 18. Juni 1945 wurde er vom Magistrat von Groß-Berlin zum Chef der „Restverwaltung des Reichstags“ ernannt. Diese Aufgabe erfüllte er bis zu seiner Abberufung am 28. Februar 1946. Seine vordringliche Aufgabe bestand darin, Bestände der Bibliotheken im zerstörten Berlin zusammenzuführen. Darunter befanden sich auch noch 8.000 Bände aus dem Keller im Reichstagsgebäude. Dieser Auftrag wurde auf andere Bestände zur deutschen Zeitgeschichte in Berlin erweitert, als am 26. September 1945 die „Dokumentationszentrale für Neueste Deutsche Geschichte“ gegründet wurde. Am gleichen Tag wurde er abberufen und Karl Kaspar zum Leiter der Dokumentationszentrale ernannt. Die praktische Tätigkeit der Dokumentationszentrale wurde am 24. Oktober 1945 aufgenommen.
Die Dokumentationszentrale befand sich im Reichstagspräsidentenpalais. Zum 1. März 1946 wurde die Dokumentationszentrale in „Zentralstelle für Zeitgeschichte“ umbenannt und die Bestände in die Breite Straße (Berlin-Mitte) 36 umgelagert. Der Hintergrund dieser Maßnahme bestand darin, dass es erste Auseinandersetzungen unter den politischen Kräften in Berlin über die Konzeption dieser Einrichtung gab. Am 21. April 1947 wurden die Bestände der Zentralstelle von der sowjetischen Militärverwaltung unter dem Vorwand beschlagnahmt, dass die Zentralstelle 12.000 Bände einer Sammlung von NS-Literatur verwahrte. Damit war ein Umzug des Inventars nach Berlin-Friedrichsfelde in die Straße Alt-Friedrichsfelde 1–2 an der Ecke zur Rosenfelder Straße verbunden, und es erfolgte eine Unterstellung der Zentralstelle in den Geschäftsbereich der „Zentralverwaltung für Volksbildung“. Dort hatte sich das im Februar 1946 neu gegründete Institut für Publizistik befunden, dessen Personal und Bestände teilweise übernommen wurden. Auch Karl Wilhelm Fricke hatte diese Behauptung im Jahre 1972 aufgestellt. In einer Veröffentlichung des DIZ hatte Gerhard Arnold im Jahre 1966 diese Behauptung wiederholt. Erstmals hatte wohl Karl Bittel im Jahre 1956 diese Zusammenlegung erwähnt. Zur Existenz des „Instituts für Publizistik“ hatte die Zeitung Der Kurier am 12. Februar 1947 eine Nachricht gebracht, die sich auf die Adresse in Friedrichsfelde bezog und als Leiter Alfred Weiland anführte. Das „Deutsche Institut für Zeitungskunde“, auf das sich die Autoren bezogen, wurde im Juni 1924 gegründet und hatte im Jahre 1933 seine Räume in der Breitestraße 36.
Im Zeitraum von Ende 1946/Anfang 1947 versuchte Emil Dovifat ein zeitungswissenschaftliches Institut an der Berliner Universität neu aufzubauen, was jedoch zu diesem Zeitpunkt als Konkurrenzeinrichtung abgelehnt wurde.
Schon am 2. April 1947 wurde in der Zeitung Tägliche Rundschau ein Artikel unter der Überschrift Die Berliner sollten Zeitgeschichte lernen veröffentlicht. Darin wurde gefordert, dass die Zentralstelle der Volksbildungsabteilung des Magistrats unterstellt werden sollte. Außerdem sollte die Einrichtung der Universität angegliedert werden. Aber die Universität gehörte zur Zentralverwaltung für Volksbildung der Sowjetischen Besatzungszone. Am 6. Februar 1948 wurde die Einrichtung unter dem Namen „Institut für Zeitgeschichte“ wieder eröffnet. Im Oktober 1949 erfolgte eine Umbenennung der Einrichtung in „Deutsches Institut für Zeitgeschichte“. Das DIZ wurde am 7. Oktober 1949 dem „Amt für Information bei der Regierung der DDR“ unterstellt. Stefan Doernberg führte dazu an, dass die Reorganisation als „Deutsches Institut für Zeitgeschichte“ des „Instituts für Zeitgeschichte“ im Juli 1949 begonnen wurde.

## Bestände des DIZ bis 1971
Gerhard Hahn gibt an, dass die Bestände der Sondersammlung NS-Bibliothek mit 12.000 Bänden bis zum Ende des Instituts im Jahre 1972 erhalten blieben und im Jahre 1993 der „Teilbibliothek Deutsche und Allgemeine Geschichte“ als Einrichtung der Berlin-Brandenburgischen Akademie der Wissenschaften übergeben wurden. Die Restbestände der Reichstagsbibliothek, Teile der Bibliothek des Reichspostministeriums und des Auswärtigen Amtes bestanden noch bis zum Ende der 1960er Jahre in der Bibliothek des DIZ, wurden dann aber an die „Zentralstelle für Wissenschaftliche Altbestände“ (ZWA) der Deutschen Staatsbibliothek in Berlin Unter den Linden abgegeben. Ab 1990 übernahm die „Zweigbibliothek Sozialwissenschaften“ der Humboldt-Universität zu Berlin die Buchbestände des DIZ, die das IPW übernommen hatte.
Die „Zentralstelle für Zeitgeschichte“ hatte ab April 1946 eine Bestandsaufnahme von 20.000 Bänden an Büchern registriert, darunter 8.000 Bände des Restbestandes der Reichstagsbibliothek. Weiterhin hatten Mikrofilme des alphabetischen Kataloges und des Realkataloges der Bibliothek des Reichstags die Zerstörungen und andere Ereignisse der Kriegszeit überstanden. Im Zuge der Sammlungen von anderen Bibliotheken und Einrichtungen übernahm die Zentralstelle Restbestände des „Instituts für Auslands- und Grenzland-Deutschtum“ (Berlin), der Zeitungs- und Zeitschriftensammlung des „Instituts für Zeitungswissenschaften“ der Friedrich-Wilhelms-Universität (Berlin) und Akten des „Geheimen Staatsarchivs“. Allerdings wurden diese übernommenen Bestände nicht in die Registrierung der Zentralstelle aufgenommen.
Die Aufarbeitung der Bestände und Dokumente reichte in Einzelfällen bis zum Jahre 1871 zurück, sonst aber schon ab 1918. Schon im September 1946 war die Bibliothek auf etwa 40.000 Bände angewachsen. Flugblätter und Plakate gab es ab 1914 und eine Fotosammlung. Aus dem Amt Rosenberg kam eine Sammlung von Dokumenten und Archivalien. Hinzu kamen Denkschriften von NS-Einrichtungen, sogenannte „Stimmungsbrichte“ von Gauleitern und Geheimakten von NS-Dienststellen. Es gab auch eine Sammlung der Widerstandsliteratur aus der NS-Zeit und Unterlagen über den Reichstagsbrand und den zugehörigen Prozess. Auch ein erstes Archiv von 50.000 Zeitungsausschnitten war vorhanden. Die Zeitung Tägliche Rundschau schrieb über den Bestand der Zentralstelle am 18. Juli 1946:
„In ganz Deutschland gibt es wohl zur Zeit kein Institut, das über ein derartig reichhaltiges Material aus dem politischen Leben seit 1870 verfügt“.
Nach eigenen Angaben verfügte das DIZ im Jahre 1949 noch über vollständige Zeitungs- und Zeitschriftenreihen der letzten 80 Jahre, ein Archiv über Zeitungsausschnitte aus den letzten 20 Jahren, systematisch nach 8.000 Begriffen geordnet, und eine bibliographische Kartei über Zeitschriftenartikel mit mehr als 10.000 Titeln. Weiterhin war eine Sammlung von Plakaten und Flugblättern im Umfang von etwa 4.000 Stück vorhanden. Daneben existierte noch ein Archiv für Bilder, Rundfunk- und Filmbänder.
Karl Bittel berichtete im Jahre 1956, dass die Bibliothek nun 60.000 Bände hatte und etwa 1,5 Millionen Zeitungsausschnitte in Mappen oder Karteien nach einer einheitlichen Dezimalklassifikation erfasst wurden. Benutzer könnten auf Materialien auf diese Weise zugreifen. In diesem Jahr wurden auch 170 Zeitungen und 450 Zeitschriften aus dem In- und Ausland vom Lektorat ausgewählt und durchgearbeitet. Darunter befänden sich auch mehr als 50 Zeitungen des Auslands in neun Sprachen.
Walter Bartel berichtete im Jahre 1959, dass das DIZ zweihundert Zeitungen und sechshundert Zeitschriften erfassen, registrieren und zur Dokumentation bzw. an das Lektorat weiterleiten würde. Die Sammlung der Zeitungsausschnitte hätte einen Umfang von 2,5 bis 3 Millionen erreicht, die in 5.400 Mappen geordnet wären. In einer Veröffentlichung des DIZ vom Jahre 1961 wurde der Umfang der Bibliothek des DIZ mit über 70.000 Bänden angegeben. Der Umfang des Archivs für Zeitungsausschnitte hatte 2,5 Millionen Ausschnitte erreicht. Gerhard Arnold gab 1966 an, dass der Bestand der Bibliothek des DIZ 45.000 deutsche und fremdsprachige Bücher umfassen würde. Weiterhin wäre auch eine NS-Sammlung von 15.000 Bänden vorhanden. Bei der Auswertung von Zeitungen würde man 105 deutschsprachige und 72 fremdsprachige Titel erfassen. Bei den Zeitschriften wären es 179 deutschsprachige und 18 fremdsprachige Titel. Das Archiv für Zeitungsausschnitte hätte eine Anzahl von 4,5 Millionen erreicht. Stefan Doernberg gab den Bestand der Bibliothek des DIZ im Jahre 1971 mit über 65.000 Bänden an. Es würden mehr als 600 periodische Publikationen wie Tages- und Wochenzeitungen, Zeitschriften, Bulletins und dergleichen ausgewertet. Das DIZ hätte auch eine große Anzahl von gebundenen Jahrgängen von Zeitungen und Zeitschriften. Das Archiv von Zeitungsausschnitten hätte eine Anzahl von etwa sechs Millionen angenommen. Nach Übergabe der Materialien an das IPW erreichte das Archiv der Zeitungsausschnitte bis zum Jahr 1990 die Zahl von elf Millionen, die vom „Zentrum für Zeithistorische Forschung e.V.“ in Potsdam übernommen wurden.

## Organisation und Struktur des DIZ
Das DIZ wurde am 2. Juni 1949 in der Form einer GmbH gegründet. Die eingetragenen Gesellschafter waren Karl Bittel, Karl Kaspar, Hans Mahle und Albert Norden. Als Kaspar 1951 das DIZ verließ, wurde im Mai 1951 Bittel zum Direktor des DIZ berufen, das er bis 1957 leitete. Bittel gehörte dem DIZ seit 1949 als Chefredakteur der Zeitschrift Dokumentation der Zeit (DdZ) an. Im Oktober 1957 hatte Walter Bartel die Leitung des DIZ übernommen, die er im Mai 1962 an Stefan Doernberg übergab, der das DIZ bis zur Übernahme in das IPW im Jahre 1971 leitete. Doernberg war seit 1961 Stellvertreter des Direktors im DIZ.
Im Jahr 1949 wollte DIZ West-Ost-Gespräche organisieren, wobei Wissenschaftler und Politiker gewonnen werden sollten. Zu diesen Veranstaltungen sollten der Historiker Ulrich Noack aus Würzburg, Alfred Weber aus Heidelberg und der Politiker Joseph Wirth aus Freiburg im Breisgau teilnehmen. Es kam nur zu einer Diskussion mit Noack am 8. September 1949 in Berlin.
Am 21. Juni 1950 hatte das DIZ das Zeitungsarchiv von Kaspar erworben. Das Institut war der Deutschen Zentralverwaltung für Volksbildung (DZVV) unterstellt, die ab 1946 Deutsche Verwaltung für Volksbildung (DVV) genannt wurde. Nach Gründung der DDR im Jahre 1949 erfolgte die Unterstellung dem Ministerium für Volksbildung. Die Regelung der Finanzierung und die Weisungsbefugnis übernahm ab dem 1. April 1951 das Amt für Information der Regierung. Anschließend in den sechziger Jahren übernahm die Weisungsbefugnis das Ministerium für Hoch- und Fachschulwesen.
Der Mitarbeiterstamm des DIZ nach Umbenennung des Instituts für Zeitgeschichte kam teilweise aus dem aufgelösten Instituts für Publizistik, in dessen Räume das Institut für Zeitgeschichte in Friedrichsfelde eingezogen war. Leiter des Instituts war Karl Kaspar. Zum Beginn des Jahres 1948 hatte das Institut 31 Mitarbeiter. Gegen Ende des Jahres 1950 waren im DIZ 74 Mitarbeiter beschäftigt. Für den Monat September im Jahre 1954 weisen die Unterlagen 147 Beschäftigte aus, von denen 68 mit wissenschaftlichen oder redaktionellen Arbeiten betraut waren. Von denen hatten elf Mitarbeiter eine abgeschlossene Hochschulausbildung.
Ab 1950 gab das DIZ die ersten Informationsdienste heraus. Zuerst erschienen diese in der Form von Tagespressediensten für einen eingegrenzten Nutzerkreis. Da diese Art der Pressedienste nicht den Forderungen hinreichend entsprach, ging man zur Herausgabe von Diensten nach Themenbereichen über. Diese wurden in mehreren Stufen bis 1961 wie folgt zu diesen Themen erweitert:
- Innen- und außenpolitische Probleme Westdeutschlands
- Internationale Fragen
- Innen- und außenpolitische Probleme der DDR
- Internationale Pressestimmen (dieses Thema erschien nur kurze Zeit und wurde von anderen Diensten übernommen)
- Remilitarisierung und Aufrüstung (seit Januar 1956 einmal in der Woche und wurde später in Militarisierung und Aufrüstung umbenannt)
- Der westdeutsche Neokolonialismus und Probleme der jungen Nationalstaaten (erschien ab Dezember 1960)
- Westberlin – Politik – Wirtschaft – Kultur (erschien ab Januar 1961)

Von Anfang an wurde eine zeitgeschichtliche Bibliographie erstellt, der als Dok-Dienst Zeitgeschichte zuerst in der Form einer Kartei erschien und von der Zentralstelle für wissenschaftliche Literatur beim Akademie-Verlag Berlin herausgegeben wurde. Ab 1957 erschienen sieben Ausgaben. Bis Mitte August 1956 waren 14 000 Karteikarten herausgegeben worden.
Mit den steigenden Mitarbeiterzahlen und immer mehr Aufgabenstellungen wurden die Räumlichkeiten in Friedrichsfelde zu klein. In der Hessischen Straße 11/12 (Berlin N4) wurden ab dem 1. Januar 1952 neue Räume bezogen. Dort gab es auch einen Lesesaal, der von auswärtigen Nutzern besucht werden konnte. Im Jahre 1957 nutzten etwa 2 600 Personen den Lesesaal, während es mit ausländischen Besuchern im Jahre 1958 schon 4813 Personen waren. Auch in den folgenden Jahren mussten erweiterte Arbeitsmöglichkeiten gesucht werden. Im Zentrum Berlins wurde die Direktion des DIZ und seine wissenschaftlichen Abteilungen in der damaligen Otto-Grotewohl-Straße 5 untergebracht. In der Nachbarschaft kamen das Zeitungs- und Ausschnittsarchiv sowie der Lesesaal in der Schadowstraße 12 unter.
Im Jahre 1959 bestand das DIZ aus fünf Abteilungen:
- Bibliothek – Archive
- Lektorat
- Dokumentation
- Forschung
- Edition

Die Abteilung Forschung war erst gegen Ende 1958/Anfang 1959 eingerichtet worden und es bestanden noch keine Vorbilder und Erfahrungen in der Zusammenarbeit mit den vorhandenen anderen Abteilungen. Die Leitung der Forschungsabteilung übernahm ab 1961 bis 1966 Herbert Bertsch, der auch in dieser Position Stellvertreter des Direktors des DIZ wurde.
Die Forschungsabteilung wurde in drei Sektionen aufgeteilt:
- Sektion I: Probleme der ideologischen Diversion und der psychologischen Kriegführung
- Sektion II: Probleme der politischen Entwicklung der Bundesrepublik Deutschland mit den Fragen des Parteiensystems und der Politik und Entwicklung der westdeutschen Parteien
- Sektion III: Untersuchung der konzeptionellen Grundlagen und Entwicklungstendenzen der Strategie der herrschenden Kreise Westdeutschlands sowie deren Einbettung in die globale Strategie der US-Politik

Im Jahre 1963 erhielt das DIZ die Aufgabenstellung, sich auf die Forschungstätigkeit für deutsche und internationale Politik zu konzentrieren. Die Schwerpunkte dieser Tätigkeit sollten sich auf folgende Punkte beziehen:
- Grundfragen der aktuelle Politik der DDR
- die Entwicklung in der Bundesrepublik Deutschland (BRD)
- das Verhältnis zwischen der DDR und der BRD
- die Politik anderer Staaten wie der vier Großmächte gegenüber den beiden deutschen Staaten
- die wichtigsten Schlüsselprobleme der internationalen Politik mit ihren Einflüssen auf die Entwicklung der DDR und der BRD

Um diese Schwerpunkte im DIZ zu bewältigen, wurden drei Abteilungen eingerichtet:
- Abteilung DDR
- Abteilung Westdeutsche Fragen
- Abteilung Internationale Fragen

Bertsch leitete auch einen Bereich Prognose im DIZ, der prognostische Untersuchungen zur Strategie und den politischen Aktivitäten der herrschenden Kreise der Bundesrepublik Deutschland erstellen sollte. Anfang 1967 wurde im DIZ eine Arbeitsgruppe gebildet, die die Aufgabe hatte, bei der Erstellung der Dokumentationen wissenschaftliche Prinzipien anzuwenden und die Informationstätigkeiten für auswärtige Nutzer zu verbessern. Dabei sollten die organisatorischen und profilgebenden Arbeiten vorbereitet werden, um mit neuen Geräten einen Thesaurus aufzubauen. Damit sollte die Speicherung einer breiten Selektion von bedeutenden Buch- und Zeitschriften auf der Grundlage von Deskriptorenlisten erreicht werden.
Zu diesem Zweck wurde am 1. Dezember 1969 eine Abteilung Information gebildet mit folgender Aufgabenstellung:
- im Rahmen eines einheitlichen Wissenschaftskonzeptes hochverdichtete Informationsmittel über politisch-ideologische Fragen zu erstellen
- mit Mitteln der wissenschaftlichen Information sollten die Forschungsschwerpunkte der Arbeitsthemen des DIZ sichergestellt werden
- Entwicklung von Modellen und deren Erprobung, die für die wissenschaftliche Information über die politisch-ideologischen Systemauseinandersetzungen geeignet waren, verallgemeinert zu werden

Um diese Aufgaben zu bearbeiten, wurden im Rahmen des wissenschaftlichen Vorlaufs für diese Aufgabenstellungen des DIZ praktische Versuche zur Aufstellung von themenbezogenen Referatediensten vorgenommen, die länger als ein Jahr dauerten. In diesem Zusammenhang sollten Mittel der Mikrofilmtechnik oder der elektronischen Abspeicherung angewendet werden. Die jahrelangen Arbeiten im DIZ zur Durchsetzung eines Urbelegprinzips und die Konzentration auf bedeutende Buch- und Zeitschriftenliteratur sollten diesen Aufgabenstellungen die notwendigen Voraussetzungen geben.
Am 13. Juli 1971 veröffentlichte die Zeitung Neues Deutschland unter der Überschrift Institut für Internationale Politik und Wirtschaft eine Nachricht von 16 Zeilen, dass das DIZ und das Deutsche Wirtschaftsinstitut (DWI) in das neue Institut IPW übergehen werde. Zur Direktion des IPW würde auch Stefan Doernberg gehören.

## Periodische Veröffentlichungen
Im Jahre 1959 beschrieb Walter Bartel als Direktor des DIZ die drei Hauptgebiete, auf denen das DIZ arbeitete:
- die Sammlung und Sichtung der zeitgeschichtlichen Informations- und Dokumentationsveröffentlichungen
- die Auswertung dieser Veröffentlichungen für die tägliche politische und aktuelle Information
- die Vorbereitung von zeitgeschichtlichen Unterlagen für die Forschung und Lehre sowie für die weitgehende Forschung im DIZ und ihre wissenschaftliche Auswertung

Dabei stand der letzte Punkt gerade zu dem Zeitpunkt noch im Aufbau bzw. in der Entwicklung. Aus diesen Arbeitsschwerpunkten heraus wurde als erste Zeitschrift Dokumentation der Zeit monatlich herausgegeben, um dann ab Januar 1953 halbmonatlich zu erscheinen. Im Zuge der politischen Anpassungen änderte sich auch das Motto des Untertitels:
- von 1949 bis Ende 1950: Deutschland-Archiv
- von Januar 1951 bis Juni 1955: Gesamtdeutsches Informationsarchiv
- von Juli 1955 bis März 1972: Informations-Archiv

Die DdZ erschien zuerst in einer Auflage von 3000 Stück und wurde anfangs zum großen Teil nach Westdeutschland verschickt. Das war möglich, weil bis zu 130 westdeutsche Tageszeitungen und etwa 200 westdeutsche Zeitschriften, Pressedienste und dergleichen im DIZ ausgewertet wurden. Als die DdZ in der DDR vertrieben wurde, bezogen etwa 7000 Abonnenten die Zeitschrift. Im Jahre 1954 wurden beinahe 4000 Stück nach Westdeutschland vertrieben.
Was den Lesern in der DDR besonders in der DdZ geboten wurde, war der Abdruck von Dokumenten ab dem Jahre 1813 und die Auswertung westeuropäischer Zeitungen in deutscher Sprache, wobei allerdings politische Artikel teilweise wiedergegeben wurden, die der Linie der SED nicht widersprachen. Interessant für die Leser der DDR war auch der Abdruck von Redebeiträgen aus dem westdeutschen Parlament.
Ab dem Oktober 1958 erschien die Beilage der DdZ Beiträge zur Zeitgeschichte vierteljährlich, die aber keine fundierte Quellenedition war, sondern die sich den politischen Auseinandersetzungen hauptsächlich mit Westdeutschland und anderen kapitalistischen Staaten widmete. Schon ab Januar 1961 wurde das Konzept aufgegeben und die Beilage erschien als selbständige Zeitschrift Unsere Zeit bis Dezember 1962. Ab Januar 1963 wurde auch diese Ausgabe eingestellt, wobei andere Zeitschriften und die DdZ selber die gestellten Aufgaben übernehmen sollten.
Ab 1952 hatte sich das DIZ die Aufgabe gestellt, eine Reihe Quellen und Studien herauszugeben. Als Autoren des DIZ sollten u. a. Georg Baumann, Karl Raddatz, Rudi Goguel und Karl Bittel Beiträge schreiben. Diese Serie aber blieb bezüglich der Zahl der Veröffentlichungen und der zeitlichen Reihenfolge hinter den Erwartungen zurück, da das DIZ den wissenschaftlichen Vorlauf in der notwendigen Forschung nicht erbringen konnte.
In den Jahren 1953 bis 1955 veröffentlichte das DIZ drei Geschichtliche Zeit-Tafeln, wobei Karl Bittel und andere Angehörige des DIZ eine Einleitung schrieben. Die Reihe Kleine Dokumentensammlung erschien im DIZ von 1957 bis 1962 in 16 Titeln und wurde von Karl Bittel herausgegeben. Die Erstauflage der Titel betrug allgemein 20 000 Stück. Der Titel Das Potsdamer Abkommen und andere Dokumente erschien im Jahre 1961 als erfolgreichster Titel der Reihe in 9. Auflage und erreichte insgesamt mehr als 900 000 gedruckte Exemplare. Neben Karl Bittel traten in dieser Reihe die Autoren Dieter Bolduan, Adolf Deter, Johannes Diekmann, Helmut Kunz, Alexander Martin, Helmut Neef und Erich Paterna auf. Diese Art der realistischen Dokumentation wie auch in der DdZ traf allerdings bei der Abteilung Propaganda des ZK der SED auf Widerstand. Doch Karl Bittel konnte diese Linie behaupten.
Von 1955 bis 1962 wurden vom DIZ in Zusammenarbeit mit dem Ministerium für Auswärtige Angelegenheiten der DDR die Reihe Dokumente zur Außenpolitik der Regierung der DDR in elf Bänden veröffentlicht. Ab dem 7. Oktober 1957 wurden vom DIZ drei komplexe Informationsreihen zu diesen Themen veröffentlicht:
- Innen- und außenpolitische Probleme der DDR
- Innen- und außenpolitische Probleme der BRD (Bundesrepublik Deutschland)
- Internationale Fragen

Diese Reihe wurde später vom „Institut für Internationale Beziehungen an der Deutschen Akademie für Staats- und Rechtswissenschaft“ in Potsdam-Babelsberg fortgesetzt.
Eine Reihe Dokumente zur Deutschlandpolitik der Sowjetunion erschien ab 1957, von der bis 1971 drei Bände veröffentlicht wurden.
Von 1955 bis 1961 erarbeitete das DIZ in Zusammenarbeit mit dem Verlag Die Wirtschaft den Titel Jahrbuch der Deutschen Demokratischen Republik, das Auskunft über die statistischen Jahresdaten der DDR geben sollte.
Mit dem Thema der Oder-Neiße-Grenze befasste sich das DIZ erstmals im Jahre 1955 mit der Dokumentation Oder-Neiße. In Zusammenarbeit mit der Polnischen Historiker-Kommission wurde dann im Jahre der Titel Polen, Deutschland und die Oder-Neiße-Grenze als Dokumentation in einem Umfang von 1067 Seiten herausgeben. Die Entwicklung der DDR vor allem als Eigendarstellung gegenüber dem Ausland sollte das Jahrbuch Handbuch der Deutschen Demokratischen Republik zeigen, das vom DIZ in Zusammenarbeit mit dem Staatsverlag der DDR ab 1961 erstellt wurde. Die Ausgabe von 1964 wurde mit Beiträgen von 66 Autoren und 14 Organisationen der DDR zusammengestellt.
Von 1964 bis 1967 gab das DIZ die Reihe Was war wann? Deutscher Geschichtskalender heraus, die an die vorherige Reihe der Geschichtlichen Zeit-Tafeln anknüpfte und eine Darstellung in marxistischer Darstellung ermöglichen sollte. Das Jahrbuch Die Welt gab das DIZ ab 1965 heraus, das eine analytische Darstellung der Ereignisse und der internationalen Organisationen der Welt zeigte.
Ab 1961 wurde mit der Informationsreihe Zur deutschen Frage und zum West-Berlin-Problem begonnen, die später in Zum Verhältnis DDR-BRD und zu Westberlin umbenannt wurde. Daneben erschienen Titel im DIZ zum Thema Der westdeutsche Revanchismus und Neonazismus, was auf den Schwerpunkt der Arbeiten bezüglich Westdeutschland im DIZ hinwies. Die Informationsabteilung des DIZ gab spätestens ab 1969 wöchentlich den Pressespiegel und alle drei Wochen die Geschichtsinformation und die Biographische Information heraus. Daneben erschienen im DIZ alle zwei Wochen ein analytischer Referatedienst zur Literatur, bezogen auf bestimmte Themen. Ein Urbelegskatalog wurde alle drei Wochen herausgegeben, die alle im DIZ erarbeiteten Urbelege von Quellen für das DIZ aufzeigten. Das DIZ veröffentlichte auch alle drei Monate einen Literaturbericht.
Die Bibliothek des DIZ gab auch jeden Monat eine Liste der Neuerwerbungen der Bibliothek des DIZ heraus. Eine Veröffentlichung aller deutschsprachigen Titel der Bibliographie über Dissertationen der Zeitgeschichte erschien jährlich.

## Kolloquien
In den sechziger Jahren wurde das DIZ zum Leitinstitut für die DDR innerhalb der Ständigen Kommission der Forschungseinrichtungen der DDR, der UdSSR, der Volksrepublik Polen und der CSSR zu den Fragen der europäischen Sicherheit. Um die Zusammenarbeit auf diesem Gebiet besser zu gestalten, organisierte das DIZ in den folgenden Jahren internationale Kolloquien in der DDR. Das erste fand im Oktober 1964 unter dem Motto Die multilateralen Atomstreitkräfte der NATO bedrohen die europäische Sicherheit in Berlin statt. Im April 1965 folgte ein Kolloquium anlässlich des 20. Jahrestages des Endes des Zweiten Weltkriegs mit dem Thema Befreiung und Neubeginn – der 8. Mai 1945 in Berlin.
Einen größeren Umfang nahm das Kolloquium vom 14. bis 16. Juni 1965 im Konferenzsaal des Schlosses Cecilienhof ein, das unter dem Titel Das Potsdamer Abkommen und das Problem der europäischen Sicherheit stattfand. Internationale Gäste aus Belgien, Bulgarien, der CSSR, Frankreich, Jugoslawien, Kanada, Polen, Rumänien, Ungarn, UdSSR und der USA besuchten das Kolloquium.
Als im Jahre 1966 das Jubiläum de zwanzigjährigen Bestehens des Instituts kam, veranstaltete das DIZ ein Kolloquium zu dem Thema Die deutsche Frage und die Zukunft Europas, wozu aus den sozialistischen Ländern Gäste geladen wurden. Das letzte Kolloquium des DIZ fand am 27. und 28. März 1969 statt, das das DIZ mit dem Deutschen Institut für Militärgeschichte veranstaltete und zu dem Gäste aus den Ländern des Warschauer Paktes geladen wurden. Das Thema des Kolloquium lautete Entwicklung und Politik der NATO.

## Zeitgeschichte als Gegenstand des DIZ
In der ersten Ausgabe der DdZ versuchte Karl Bittel 1949 die Arbeitsweise des DdZ zu begründen, in dem er sich auf alte Traditionen stützte. Der Chronist Johann Philipp Abelin habe im Jahre 1627 in einer Chronik der Zeitereignisse Theatrum Europaeum die Forderung erhoben:

„Wahrhaftige Beschreibung aller und jeder geschichten, so sich hin und wieder fürnehmlich in Teutschlanden zugetragen haben“

Dabei sei der Maßstab des Beschreibens bei Wilhelm von Humboldt anzuwenden, wie er sie in seiner Schrift Über die Aufgabe des Geschichtsschreibers von 1822 formulierte:

„Der Geschichtsschreiber kann sich, wenn er die Begebenheiten eines Zeitraums in ihrer natürlichen Folge dargelegt hat, begnügen, das Urteil darüber allein dem Leser zu überlassen“

Mit diesem Rückgriff versuchte Bittel nach Siegfried Prokop, eine eigene Methode der Darstellung von Gegenwartskunde zu finden. Mit diesem Anspruch und den vorhandenen Mitteln konnte die Zeitschrift DdZ in der frühen DDR ein Zeitgeschichtsbild vermitteln. Dass eine Zeitung eine Quelle zur Zeitgeschichte werden konnte, hatte Leopold von Ranke im Jahre 1838 bezüglich der Preußischen Staats-Zeitung erwähnt. Diese Zeitung solle ein Archiv für die gleichzeitige Geschichte werden, wobei er die Anmerkung für die Zeitgeschichte hinzufügte.
Im Jahre 1956 begründete Karl Bittel den Gegenstand Zeitgeschichte in seiner Schrift Zeitgeschichte als Wissenschaft Dabei berief er sich auf Friedrich Engels, dass Karl Marx mit der Zeitschrift Politisch-ökonomische Revue ein Stück Zeitgeschichte zu erklären versucht habe.
Als Methode der Darstellungen zur Zeitgeschichte wurde unter Bittel im DIZ die so genannte Komplexe Dokumentationsmethode entwickelt. Dabei sollten die aktuellen Geschehnisse und Tagesthemen in ihrem grundlegenden historischen Zusammenhang dokumentiert werden. Die Ereignisse sollten in ihrem Ursprung der Vorgeschichte, im genau belegten Fakt, in den verschiedensten Folgewirkungen und weitgehendst in den einzelnen Stufen des Entwicklungsprozesses gezeigt werden. Diese Methode lehrte er auch am Institut für Publizistik in Leipzig und stellte sie auch im September 1952 in Leipzig auf der Theoretischen Konferenz des Instituts für Publizistik (in der Schriftenreihe für journalistische Schulung, in Heft 7, Berlin 1953, S. 125f) dar.
In der DDR gab es unter den Historikern bis 1958 keine wissenschaftliche Basis für eine Disziplin Zeitgeschichte. Vielmehr wurde wegen des Fehlens von freigegebenen Dokumenten Zeitgeschichte von einigen Historikern als Zeitungsgeschichte abwertend beurteilt. Dagegen hielten neu ausgebildete Historiker wie Stefan Doernberg die Forderung nach Dokumenten als Grundlage einer Zeitgeschichte nicht als Voraussetzung für gegeben. Diese Forderung wurde denn auch abgewertet als „Aktenfetischismus“. Auf einer Arbeitstagung zur Zeitgeschichte im Januar 1959 grenzte Doernberg wiederum die Disziplin „Zeitgeschichte“ ein:
Zeitgeschichte ist ein Teil der neuesten Geschichte. Genau genommen ist der Begriff 'Zeitgeschichte' wissenschaftlich nicht exakt
Das Sekretariat des ZK der SED hatte im August 1957 beschlossen, dass beim Institut für Geschichte in der Deutschen Akademie der Wissenschaften zu Berlin eine Kommission für Zeitgeschichte gebildet werden sollte. Walter Bartel wurde als Vorsitzender der Kommission eingesetzt. Erst am 30. und 31. Januar 1959 fand die erste Arbeitstagung der Kommission mit dem Thema Probleme der zeitgeschichtlichen Lehre, Forschung und Publizistik statt.
Unter den Historikern der DDR bestand bis 1989 allgemein die Auffassung, dass die Zeitgeschichte ab dem Jahre 1945 begonnen habe. Gabriele Metzler führte diesen Beginn des Jahres 1945 im DIZ als Zeitpunkt der Zeitgeschichte darauf zurück, dass die Historiker der DDR sich bis dahin nicht mit der Weimarer Geschichte und dem NS-Regime befasst hätten. Dagegen gibt der Historiker Winfried Schulze auch für die westdeutsche Geschichtsschreibung an:
Insofern kann für uns fast 70 Jahre nach der Machtergreifung sicherlich Zeitgeschichte nurmehr 1945 beginnen, ganz im Sinne der von  Jäckel gebrauchten Definition der Zeitgeschichte als der "Zeitgeschichte des sie erforschenden Historikers"
Eberhard Jäckel hatte 1975 darauf hingewiesen, dass die westdeutsche Zeitgeschichtsforschung zumeist 1945 innehielt und erst seit kurzem diese Schwelle überschritt, während andererseits der ostdeutsche Zeitgeschichtsbegriff von Anfang an überwiegend die Zeit seit 1945 meinte.
Karl Bittel als Direktor des DIZ hatte 1956 eine Beschreibung der Zeitgeschichte gegeben, mit der die Zeitgeschichte am offenen Übergang so aufzufassen ist, dass

„Zeitgeschichte niemals abgeschlossene geschichtliche Vergangenheit ist, sondern lebendige, sich ständig in die Zukunft fortsetzende Gegenwart“

## Schriften
Obwohl in Veröffentlichungen als Herausgeber das DIZ auftrat, wurden teilweise der Autor oder der Leiter eines Autorenkollektivs oder der Redaktion genannt. Der Historiker Siegfried Schwarz, der Mitarbeiter im DIZ war, gab in einer Veröffentlichung im Jahre 1998 an, dass die Titel und Überschriften z. B. in der DdZ maßlos übertriebenen Charakter trugen, die die harte Konfrontation im Kalten Krieg für nachfolgende Generationen anschaulich zeigten. Allerdings räumte er auch ein, dass zu bestimmten Zeiten auch von westdeutscher Seite nicht nur mit dem Florett gefochten worden ist. Diese Feststellung ist auch teilweise bei den Buchtiteln des DIZ anzutreffen.
- Georg Baumann: Atlantikpakt der Konzerne. Die internationale Kapitalverflechtung in Westdeutschland, Berlin 1952
- Karl Bittel: Vom Potsdamer Abkommen zur Viermächte-Konferenz – der Weg zur friedlichen Lösung der deutschen Frage. Mit Dokumenten, Berlin 1953
- Karl Bittel: Atlantikpakt oder kollektive Sicherheit in Europa, Berlin 1954
- Geschichtliche Zeit – Tafel 1945–1953. Der Kampf um die nationale Einheit und um einen Friedensvertrag mit Deutschland, Berlin 1954
- Geschichtliche Zeit – Tafel. Deutsche Demokratische Republik. Die Neugestaltung in Deutschland seit 1945, Berlin 1954
- Geschichtliche Zeit – Tafel III. Freie gesamtdeutsche Wahlen. Deutsche Saar. Europa 1954/55. Quellenmaterial zum Studium der Zeitgeschichte, Berlin 1955
- Karl Bittel: Die Feinde der deutschen Nation: zur Deutschlandpolitik der imperialistischen Westmächte – mit Kartenskizzen und Dokumenten, 5. Auflage, Berlin 1955
- Rudi Goguel und Heinz Pohl: Oder-Neisse – eine Dokumentation, Berlin 1955
- Dokumente zur Außenpolitik der Regierung der Deutschen Demokratischen Republik, Band 1 bis 12, Berlin 1955 bis 1966
- Dokumente zur Deutschlandpolitik der Sowjetunion, Band 1–3 (Berichtszeitraum 1945 bis 1965), Berlin 1957, 1963 und 1968
- Handbuch der Volkskammer der Deutschen Demokratischen Republik, Band 1, Berlin, ab 1957
- Fritz Koehler: Drei gerechte Forderungen. Der Metallarbeiterstreik in Schleswig-Holstein, Berlin 1958
- Heinz Sander: Geschichtliche Zeittafel der Deutschen Demokratischen Republik. 1949-1959, Berlin 1960
- Klaus-Dieter Hoeft: Zur Agrarpolitik des deutschen Imperialismus von 1933 bis zur Gegenwart, Berlin 1960
- Polen, Deutschland und die Oder-Neiße-Grenze, Berlin 1959
- Jahrbuch der Deutschen Demokratischen Republik 1961, Berlin 1961
- Herbert Bertsch: Wer sitzt im Bonner Bundestag? Eine dokumentarische Analyse der Bundestagswahlen 1961, Berlin 1961
- Herbert Bertsch: CDU/CSU demaskiert, Berlin 1961
- Klaus-Dieter Hoeft: Das Bonner Dilemma: die Politik des westdeutschen Imperialismus in der Krise. Berlin 1963
- Peter Klein: Koexistenz, Entspannung (1961 bis 1963) – Dokumentation, Berlin 1964
- Herbert Bertsch: Die FDP und der deutsche Liberalismus (1789-1963), Berlin 1965
- Dieter Mühle: Ludwig Erhard – Eine Biographie, Berlin 1965
- Stefan Doernberg: Kurze Geschichte der DDR. Berlin 1964, 1965, 1968 und 1969
- DDR – 300 Fragen, 300 Antworten, 6. Auflage, Berlin 1965
- Die westdeutschen Parteien 1945-1965. Ein Handbuch, Berlin 1966
- Peter Klein: Die UNO: kleines Nachschlagewerk, Berlin 1966
- Lothar Below: Die Spaltung Deutschlands und der Weg zur Wiedervereinigung : ein dokumentarischer Abriss mit dem Nationalrat der Nationalen Front der DDR, Dresden 1966
- Deutscher Geschichtskalender, Berlin 1966
- Stefan Doernberg: Potsdamer Abkommen – ausgewählte Dokumente zur Deutschlandfrage 1943–1949. Berlin 1966, 1970, 1971
- Werner Otto, Gerhard Roßmann (Hrsg.): 20 Jahre SED – Zeittafel wichtiger Beratungen und Dokumente mit dem Institut für Marxismus-Leninismus beim ZK der SED, Berlin 1966
- Autorenkollektiv unter Leitung von Gertraud Liebscher: Der Zerfall des Kolonialsystems und der Aufschwung der nationale Befreiungsbewegungen: kleines Nachschlagewerk. Berlin 1967
- Gertraud Liebscher (Gesamtredaktion), Die afro-asiatische Solidaritätsbewegung – Dokumente, Berlin 1968
- Zur Deutschlandpolitik der Anti-Hitler-Koalition (1943 bis 1949). Zusammengestellt und eingeleitet von Eberhard Heidmann und Käthe Wohlgemuth, Berlin 1968
- Deutsche Wirklichkeit. Dokumentarischer Abriß zur Spaltung Deutschlands und zu den Beziehungen zwischen beiden deutschen Staaten, Dresden 1968
- Alexander Martin: Sicherheit und friedliche Zusammenarbeit in Europa – Dokumente 1954-1967, Berlin 1968
- Freundschaft – Zusammenarbeit – Beistand. Grundsatzverträge zwischen den sozialistischen Staaten, Berlin 1968
- Antifaschisten in führenden Positionen der DDR, Dresden 1969
- Rudolf Graf: 20 Jahre DDR. 20 Jahre deutsche Politik : Dokumente zur Politik zur Politik der DDR im Kampf am Frieden und Sicherheit in Europa, Berlin 1969
- Das Atlantische Dilemma – Aggressivität und Krise der NATO, 1949-1969, Berlin 1969
- Heinz Sander: Landsmannschaftlicher Revanchismus in Westdeutschland, Berlin 1969
- Siegfried Schwarz, Martin Winter: Konterrevolution unter der Europaflagge, Berlin 1969
- Peter Klein, Stefan Doernberg: Wohin geht Europa? Aktuelle Aspekte, Geschichte, Perspektiven des Problems der europäischen Sicherheit. Berlin 1970
- Sicherheit und friedliche Zusammenarbeit in Europa. Berlin 1976